# Idioma pauserna
El pauserna o guarasugwé (reconocido en la constitución boliviana como guarasu'we), era una lengua tupi-guaraní hablada en Bolivia, en los departamentos de Beni y Santa Cruz. Se encuentra sin duda en extinción.
Desde la promulgación del decreto supremo N.º 25894 el 11 de septiembre de 2000 el guarasu'we (pauserna) es una de las lenguas indígenas oficiales de Bolivia, lo que fue incluido en la Constitución Política al ser promulgada el 7 de febrero de 2009 (como guarasuawe).